# Luigi Luzzatti
Luigi Luzzatti (11 tháng 3 năm 1841 – 29 tháng 3 năm 1927) là nhà tài phiệt, nhà kinh tế chính trị, nhà tâm lý xã hội và luật gia người Ý. Ông giữ chức Thủ tướng thứ 20 của Ý giữa năm 1910 và năm 1911. Ông là người Venice đầu tiên và là người gốc Do Thái thứ hai làm Thủ tướng Ý sau Alessandro Fortis, mặc dù người tiền nhiệm ông Sidney Sonnino là người có tổ tiên là người Do Thái.
Luzzatti xuất thân từ một gia đình Do Thái giàu có và văn hóa và xây dựng danh tiếng là một nhà cải cách xã hội dành riêng cho việc nâng cao tầng lớp lao động từ sự thiếu hiểu biết và nghèo đói. Ông được nhớ đến là người sáng lập phong trào công đoàn tín dụng Ý và cho cuốn sách  Dio nella libertà  của ông (Thiên Chúa Tự do), trong đó ông ủng hộ sự khoan dung tôn giáo. Điều này gây tranh cãi về sự tương ứng giữa ông và Benedetto Croce.